# Kabani, Syria
Kabani hoặc Kabanah (tiếng Ả Rập: كبانة) là một thị trấn của Syria ở quận Al-Haffah thuộc tỉnh Latakia. Theo Cục Thống kê Trung ương Syria (CBS), Kabani có dân số là 902 trong cuộc điều tra dân số năm 2004.

## Trong cuộc nội chiến Syria
Năm 2016, Kabani nằm dưới sự kiểm soát của Sư đoàn duyên hải số 1 của Quân đội Syria Tự do. Nó đã chứng kiến hơn một chục cuộc tấn công quân sự liên tiếp (cuộc tấn công 2015-2016 Latakia và cuộc tấn công Latakia 2016) để chiếm giữ nó bởi quân đội Syria, vì đây là một trong những điểm cao nhất ở Jabal al-Akrad, mà xoay ra đồng bằng Al-Ghab, và từ đó phiến quân vẫn có khả năng kiểm soát các thành trì của chính phủ như Qardaha.

### Cáo buộc tấn công bằng vũ khí hóa học
Từ năm 2017 trở đi, thị trấn nằm dưới sự kiểm soát của các nhóm thánh chiến Salafi Hay'at Tahrir al-Sham và Đảng Hồi giáo Turkistan. Vào ngày 19 tháng 5 năm 2019, các nhóm này đã cáo buộc rằng chính phủ Syria đã thả khí clo vào lực lượng chiến đấu của họ trong thị trấn. Theo họ, 4 chiến binh đã bị thương và được đưa đến bệnh viện ở thành trì của phiến quân Jisr al-Shughur gần đó, nơi họ được điều trị.